# Paradiso - Canto ventesimo

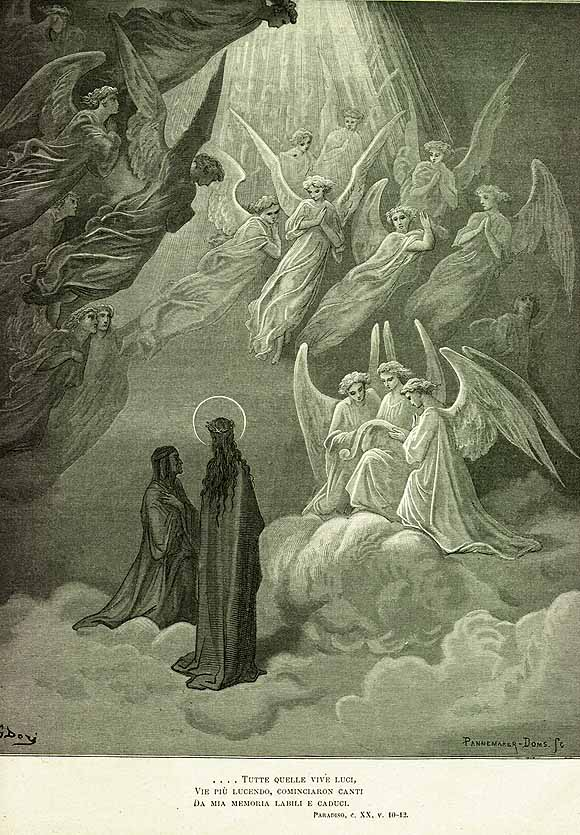
Illustrazione di Gustave Doré

Il canto ventesimo del Paradiso di Dante Alighieri si svolge nel cielo di Giove, ove risiedono gli spiriti dei principi giusti; siamo nel pomeriggio del 14 aprile 1300, o secondo altri commentatori del 31 marzo 1300.

## Incipit
(Anonimo commentatore dantesco del XIV secolo)

## Temi e contenuti
- Canto degli spiriti giusti - versi 1-15
- L'occhio dell'Aquila - vv. 16-78
- La salvezza di Rifeo e di Traiano - vv. 79-129
- La predestinazione - vv. 130-148

## Sintesi

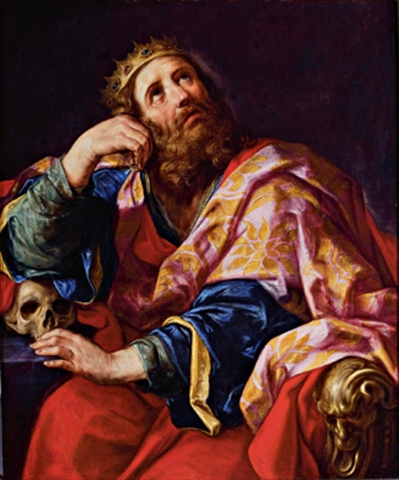
Ritratto di re Davide

Come il sole che al tramonto lascia il cielo buio, ma poi illumina di nuovo la notte riflettendo la propria luce nelle stelle, così l'Aquila, terminato il discorso del canto precedente, riprende il canto attraverso le innumerevoli luci delle anime dei giusti nel cielo di Giove, canti così dolci che Dante non può ricordarli, ma nei quali arde l'amore di Dio.
Dopodiché l'Aquila riprende a parlare, attirando l'attenzione dell'autore sul proprio occhio, formato da sei anime che vengono quindi presentate. La pupilla è formata da Davide, re d'Israele e «cantor dello Spirito Santo» (salmista), che trasferì l'Arca dell'Alleanza a Gerusalemme. Dei cinque poi che formano le ciglia dell'Aquila, il più vicino al becco è l'imperatore Traiano, che fece giustizia a una vedova cui era stato ucciso il figlio (come narrato in un exemplum di umiltà nel canto X del Purgatorio), e che ora sa quanto costi non seguire il Cristo, avendo sperimentato ambedue le vite ultraterrene (il Limbo nell'Inferno e il Paradiso — vedi più avanti); segue Ezechia, re di Giuda, che ottenne da Dio di differire la morte di quindici anni per fare penitenza dei suoi peccati; poi vi è l'imperatore Costantino, che fu causa involontaria della rovina del mondo, pur mosso da ottime intenzioni, avendo consegnato Roma al papa Silvestro I e trasferito la capitale dell'Impero a Costantinopoli; segue Guglielmo II di Sicilia, rimpianto da quelle terre che soffrono per i loro re attuali (la Puglia sotto Carlo II d'Angiò e la Sicilia sotto Federico II d'Aragona); e infine Rifeo, troiano che compare nell'Eneide, II, come «iustissimus unus», "il più giusto di tutti".
Questi sei personaggi sono presentati con notevole cura: a ciascuno infatti sono dedicate due terzine, la prima di presentazione e la seconda, introdotta dall'anafora «ora conosce ...», che suggerisce un giudizio morale. Questi sei personaggi, tratti da diverse fonti con gran libertà, rappresentano l'interezza dell'esperienza umana, e, in quello che rappresentano, i vari aspetti della giustizia terrena; infatti:
- due di essi sono tratti dalla Bibbia:
  - Davide è esaltato per la sua assoluta religiosità,
  - Ezechia come esempio della speranza assoluta verso Dio;
- due sono imperatori antichi:
  - Traiano famoso per la sua giustizia,
  - Costantino primo imperatore cristiano;
- uno è moderno:
  - Guglielmo detto "il Buono";
- uno è un personaggio letterario:
  - Rifeo, il più rigido osservante della giustizia.

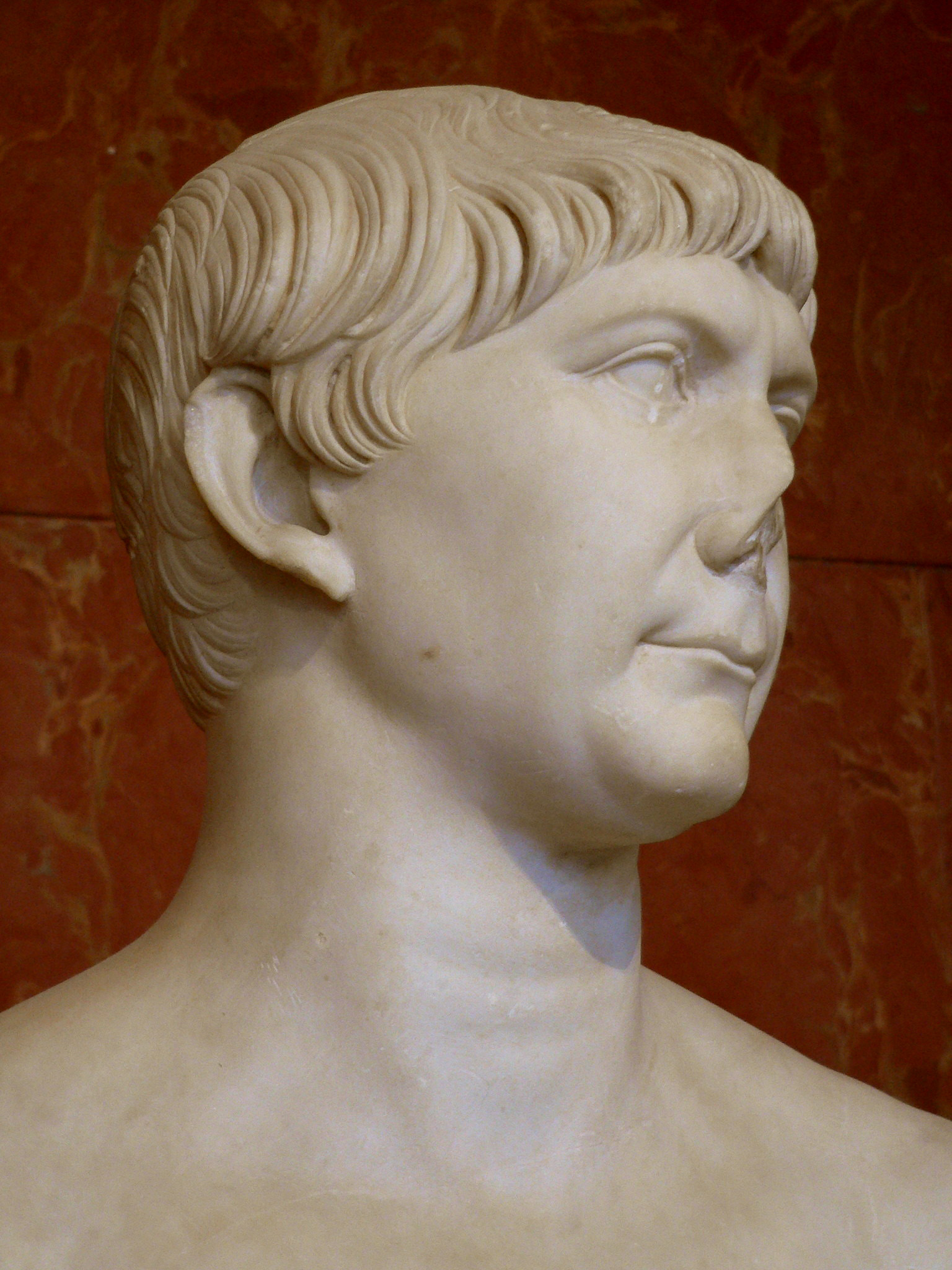
Traiano. Parigi, Museo del Louvre.

Dopo l'enumerazione dei giusti, in Dante sorgono dei dubbi che, benché sappia siano chiaramente visibili ai beati, egli si affretta ad esprimere, facendo illuminarsi di gioia l'Aquila per il piacere di rispondergli. Egli chiede come sia possibile che si trovino nel Paradiso le due anime di Rifeo e Traiano, che furono pagane. L'Aquila allora risponde che essi non morirono, come egli crede, pagani, ma cristiani, avendo creduto l'uno in Cristo venturo e l'altro in Cristo venuto. Poi dedica quattro terzine a ciascuno di essi:
- Traiano tornò dall'Inferno per le fervide preghiere di san Gregorio Magno, che ottenne da Dio che egli risuscitasse per breve tempo, e in quel tempo si accese tanto di amore divino da guadagnarsi la beatitudine alla seconda morte.
- Rifeo pose tutto il suo amore nella giustizia, a tal punto che Dio lo illuminò della sua Grazia concedendogli di conoscere la futura Redenzione; cosicché egli non sopportò più il paganesimo e fu battezzato, mille anni prima che il battesimo fosse istituito, dalle tre virtù teologali (Fede, Speranza, Carità).

L'Aquila passa quindi all'esaltazione della predestinazione, inconoscibile per gli uomini, in base alla quale ammonisce i mortali a non giudicare affrettatamente, dal momento che neanche i beati sanno ancora chi siano tutti gli eletti. Mentre così parla l'Aquila, le due anime di Traiano e di Rifeo accompagnano le sue parole con lo scintillare delle loro «luci benedette».

## Analisi del canto

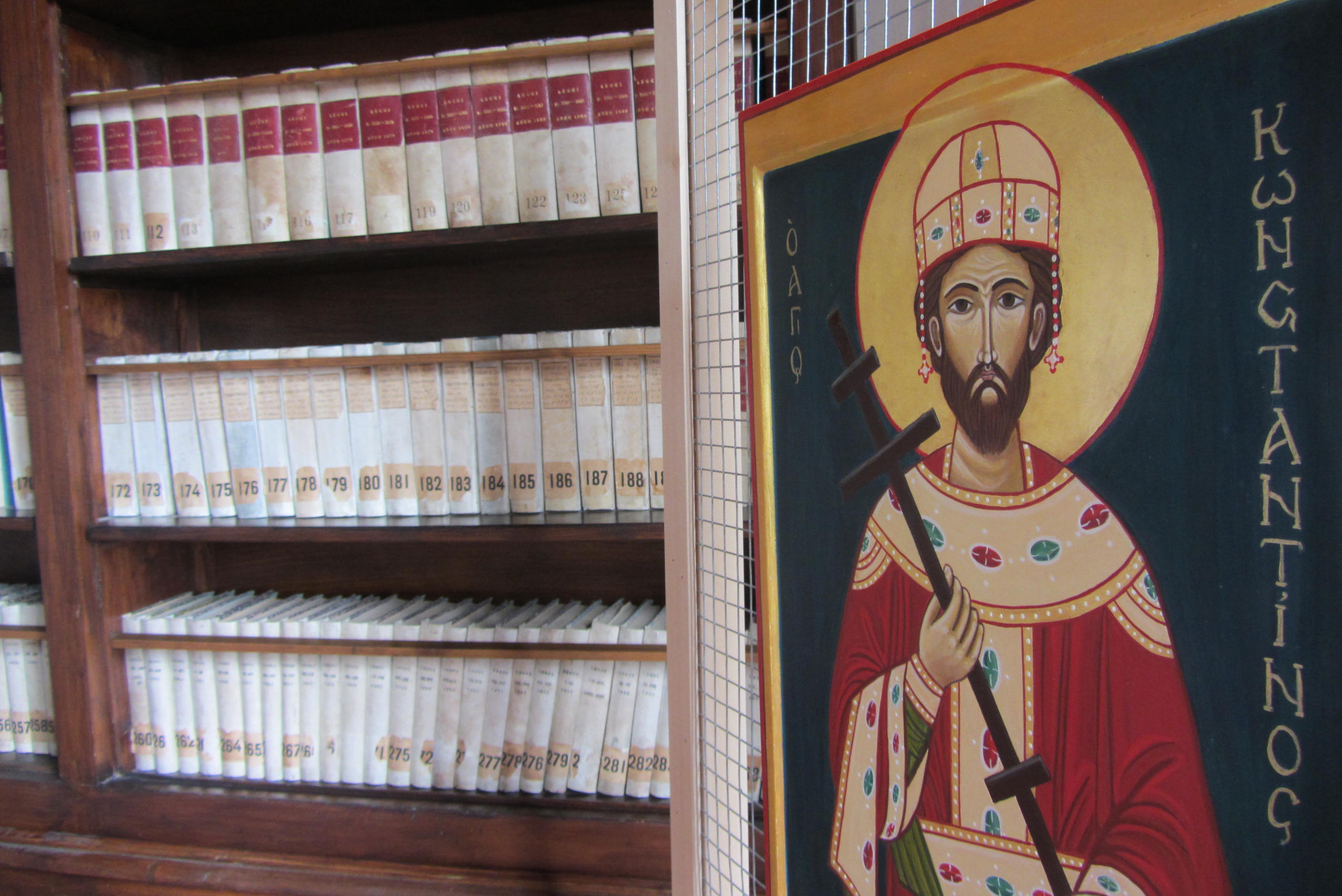
L'icona di San Costantino imperatore romano nel Castello di Lari (Toscana), sede dei vicàri (governatori) della Repubblica di Firenze.

Nella seconda parte del canto viene affrontata una scottante questione teologica, quella della predestinazione: l'Aquila inizia la sua spiegazione con l'enunciare un concetto generale, e cioè che un amore intenso e una viva speranza possono fare violenza sul Regno dei Cieli e vincerlo, ma non come un uomo di solito ne sconfigge un altro, ma perché è lui a voler essere vinto, e così in ultima analisi risulta il vero vincitore nella sua benevolenza:
(vv. 94-99)
Tale concetto si basa sui Vangeli di Matteo e Luca, e sull'autorità dei grandi Padri: san Paolo infatti aveva affermato che Dio desiderava la salvezza per tutti gli uomini, se questi pure la volevano e facevano in modo di avvicinarsi a Lui; mentre san Tommaso cita molti pagani cui Cristo fu rivelato. Altri esempi come quelli citati in questo canto si ritrovano nella Divina Commedia, e ciò conferma l'ammonimento agli uomini a non giudicare secondo una logica umana: nella sua giustizia imperscrutabile e infinita misericordia, infatti, Dio ha permesso che fosse salvato Catone, custode del Purgatorio benché suicida, e Manfredi, scomunicato dal papa e che invece troviamo nell'Antipurgatorio, pronto a iniziare il proprio cammino di espiazione: entrambi questi personaggi, nel giorno del Giudizio, vedranno la salvezza.
Nella salvezza di Rifeo, poi, personaggio assolutamente marginale nell'Eneide e qui recuperato da Dante quale oscuro eroe, simbolo esemplare dei modi misteriosi e imprevedibili con cui opera la Grazia nella scelta dei suoi eletti, possiamo leggere anche una posizione letteraria dell'autore, che esprime la possibilità di riscattare il valore morale della classicità, esperienza umana e letteraria fondamentale per Dante, che non a caso assume come guida — morale e letteraria — il suo maggior rappresentante Virgilio.